# Papadol!
Papadol! (パパドル!?, Papadoru!) è un dorama stagionale primaverile in 10 puntate di TBS mandato in onda nel 2012. Il titolo è un gioco di parole tra le parole papà e idol.
Rispetto alle precedenti serie ha un approccio completamente innovativo, in quanto gli attori e le star protagoniste interpretano molto semplicemente la parte di loro stessi.

## Trama
Ryō è un popolare idol giapponese, membro principale della boy band Kanjani Eight. Egli si trova però a dover nascondere a tutti un segreto: si è infatti sposato con una ragazza madre che ha già tre figli. Il cantante ed attore è presente in molti show televisivi e programmi d'intrattenimento della rete televisiva TBS, tanto che viene immediatamente riconosciuto dai tre ragazzi.
Accade però che il manager del suo gruppo musicale viene a scoprire il fatto e mette Ryō di fronte ad una scelta di vita improcrastinabile: lo ricatta, imponendogli il divorzio entro tre mesi o l'esclusione da tutte le attività televisive e musicali

### Star ospiti
- Yukihiko Tsutsumi - se stesso (ep1, cameo)
- Satoshi Ohno - se stesso (ep1, cameo)
- Shō Sakurai - se stesso (ep1, cameo)
- Chieko Iinuma - collaboratore di Haruka (ep1,3-10)
- Kaoru Goto - Eguchi Mio (ep1-2,5-10)
- Seika Furuhata - Arai Hikaru (ep1-2,5-10)
- Sho Matsumoto - Okajima Daisuke (ep1-2,5-10)
- Atsushi Shiramata - Yazaki Daichi (ep2,5,6)
- Ai Ikeda (epi 2)
- Shigeru Matsuzaki - se stesso (ep2, cameo)
- Toru Hanai - se stesso (ep2, cameo)
- Tsurube Shoufukutei - se stesso (ep2, cameo)
- Tsubasa Honda (ep2, cameo)
- Toshihiro Yashiba - un produttore (ep3-4,10)
- Toshiaki Megumi - se stesso (ep3,10, cameo)
- Tomohiro Nakatsugawa - (ep3,7)
- Mika Shimamura (ep3)
- Yuka Motohashi - un reporter (ep3)
- Kumiko Okae - se stesso (ep4, cameo)
- Taiyo Sugiura - se stesso (ep4, cameo)
- Anna Ishii - (ep4)
- Ryouta Yamasato - se stesso (ep5, cameo)
- Yua Shinkawa - Chiemi (ep5-6)
- Kuranosuke Sasaki - se stesso (ep6, cameo)
- Rina Terakawa - compagna di classe di Mei (ep6)
- Misaki Matsumoto - compagna di classe di Mei (ep6)
- Takashi Tsukamoto - Sakura Teppei (ep7-8)
- Minami Tanaka - se stessa (ep10, cameo)

## Episodi
| Nº | Giapponese 「Kanji」 - Rōmaji | In onda        | In onda |
| Nº | Giapponese 「Kanji」 - Rōmaji | Giapponese     |         |
| 1  | 「錦戸亮極秘結婚!? まさかの事後報告でアイドルが子持ちのパパに! バレたら引退」 - Nishikidoryō gokuhi kekkon!? Masakano jigo hōkoku de aidoru ga komochi no papa ni! Baretara intai | 19 aprile 2012 |         |
| 2  | 「アイドルと一つ屋根の下!?波乱の同居」 - Aidoru to hitotsu yane no shita!? Haran no dōkyo                                                                                         | 26 aprile 2012 |         |
| 3  | 「密会写真で二股発覚!?嵐の夫婦喧嘩!」 - Mikkai shashin de futamata hakkaku!? Arashi no fūfu kenka!                                                                                | 10 maggio 2012 |         |
| 4  | 「愛する息子の為…石川さゆりと激突!?」 - Aisuru musuko no tame… ishikawa sayuri to gekitotsu?                                                                                      | 17 maggio 2012 |         |
| 5  | 「錦戸引退か!?離婚か…涙と感動の決断」 - Nishikido intai ka!? Rikon ka… namida to kandō no ketsudan                                                                                | 24 maggio 2012 |         |
| 6  | 「初キス!?娘の初恋でパパ最悪の危機!?」 - Hatsu kisu!? Musume no hatsukoi de papa saiaku no kiki!?                                                                                 | 31 maggio 2012 |         |
| 7  | 「元パパVS錦戸パパ!?同居で大ピンチ!」 - Moto papa VS Nishikido papa!? Dōkyo de dai pinchi!                                                                                        | 7 giugno 2012  |         |
| 8  | 「パパの涙別居ですれ違う家族のこころ」 - Papa no namida bekkyo de surechigau kazoku no kokoro                                                                                     | 14 giugno 2012 |         |
| 9  | 「最終章!アイドルが引退を決意する時」 - Saishū Fumi! Aidoru ga intai o ketsui suru toki                                                                                           | 21 giugno 2012 |         |
| 10 | 「愛する人に史上最強のプロポーズ!!」 - Aisuruhito ni shijō saikyō no puropōzu!!                                                                                                   | 28 giugno 2012 |         |